# Barésia-sur-l'Ain
Barésia-sur-l'Ain è un comune francese di 153 abitanti situato nel dipartimento del Giura nella regione della Borgogna-Franca Contea.

## Società

### Evoluzione demografica
Abitanti censiti